# Peter Bistrup
Peter Henning Bistrup (26. juni 1934 – 30. juni 2008) var en dansk atletikleder. 
Bistrup deltog som mellemskoleelev i 1947 i sit første atletikstævne på Herlufsholm Stadion, og siden den dag var passionen for atletik brændende. Han måtte dog selv indstille en lovende karriere som mellemdistanceløber efter en færdselsulykke i 1959. I 1975 gennemføre han maratonløbet på den originale rute fra Marathon til Athen.
Bistrup begyndte med atletik i Fremad Holbæk. Han flyttede senere til København og arbejdede i Stadion Sport ved Østerbro Stadion mens han læste til folkeskolelærer. Efter endt læreruddannelse begyndte han som instruktør og leder for skoleungdomer. Han havde fået ansættelse på Hans Tavsensgades skole på Nørrebro og startede skolens atletik klub. Han var på Hans Tavsensgades skole hele sin tid som lærer, indtil han lod sig pensionere, da han blev 60 år. Skolens atletikklub afvikledes og de aktive overgik til AK73, da klubben stiftedes 1973. Han blev selv medlem 1975 og senere æresmedlem. Han havde under årens løb flere poster i Københavns Atletik Forbunds og Dansk Atletik Forbund, blandt hans gode ideer var DAFs Vinterturnering som stadig løbes. 
Bistrup var træner for flere danske eliteløbere. Såvel under som efter sin skolelærerkarriere skrev han om atletik og anden idræt i diverse medier. Han fungerede som pressechef for Dansk Atletik Forbund fra 1987-1999 og var ekspertkommentator ved atletiksendinger på DR og TV 2. I 2007 skrev han atletikforbundets store jubilæumsbog. 
Fra 1994 da han fratrådte som folkeskolelærer og frem til sin død havde Bistrup en halvtidsstilling som bibliotekar i Danmarks Idræts-Forbund.
Bistrup døde i juni 2008 få dage efter hans 74 års fødselsdag efter kort tids sygdom. Efter hans død indstiftedes en pokal til at ære hans minde, Peter Bistrup Pokalen, den deles fra 2009 årligt ud til vinderen af DM lang cross for kvinder. Peter Bistrup Memorial er et gadeløb i Roskilde som arrangeredes første gang 7. december 2008 af Hellas Roskilde og primært løbes på Bistrup Allé og Bistrup Bakke ud til Roskilde Fjord.